# ۃ
Tāʾ marbuta goal ‹ ۃ › est une lettre additionnelle de l’alphabet arabe utilisée dans l’écriture de l’ourdou.